# Gustaf Rålamb
Gustaf Classon Rålamb, född 5 oktober 1675, död 22 juli 1750, var en svensk friherre, landshövding och boksamlare.

## Biografi
Gustaf Rålamb var son till riksrådet och överståthållaren Claes Rålamb och hans tredje fru Elisabeth Gyllenstierna, dotter till riksrådet Erik Carlsson Gyllenstierna. Han var kavaljer på kungl. rådet greve Bondes ambassad till Rijswijk och England 1697, kammarherre hos änkedrottningen 18 mars 1698 och hovmarskalk 15 augusti 1711 efter att han i tre år förestått tjänsten.
Rålamb blev landshövding i Skaraborgs län 17 december 1723, president i Kammarrevisionen 14 augusti 1727, i Bergskollegium 26 oktober 1736.
Han blev hedersledamot av Vetenskapssocieteten i Uppsala 1728 och kommendör av Nordstjärneorden 16 april 1748.
Han är upphov till den rålambska samlingen av böcker och handskrifter, som i dag förvaras i Kungliga biblioteket.

## Familj
Rålamb var gift med grevinnan Hedvig Douglas, dotter till generalmajoren och landshövdingen greve Gustaf Douglas och Beata Margaretha Stenbock (släkten Stenbock). Han var far till Claes Gustaf Rålamb (1705–1765).